# Туманский, Сергей Константинович
Серге́й Константи́нович Тума́нский (8 [21] мая 1901, Минск — 9 сентября 1973, Москва) — советский учёный, конструктор авиационных двигателей, академик АН СССР (1968). Герой Социалистического Труда.

## Биография
Родился 8 (21 мая) 1901 года в Минске (ныне Белоруссия). Окончил Петроградскую школу техников-механиков Красного Воздушного Флота в 1922 году и ВВИА РККА имени Н. Е. Жуковского в 1931 году.
В 1931—1938 годах работал в ЦИАМ. В институте он был ведущим специалистом по двигателям М-22 и М-85, которые выпускались по лицензии Гном-Рон на заводе № 29 в Запорожье при сопровождении заводского ОКБ под руководством А. С. Назарова.
В 1938 году был назначен Главным конструктором ОКБ авиамоторного завода № 29 в Запорожье.
С 1941 по февраль 1943 года — начальник моторного отдела в составе винтомоторной лаборатории ЛИИ (лаборатория № 3).
С 1943 года — в ОКБ А. А. Микулина в качестве заместителя главного конструктора. В 1955 году возглавил это ОКБ, в 1956 году стал генеральным конструктором авиационных двигателей.
Туманский внёс большой вклад в создание высокотемпературных турбин авиационных двигателей, провёл фундаментальные исследования по созданию реактивных двигателей с двухкаскадным компрессором, предложил рекомендации по устранению опасных вибрационных напряжений лопаток компрессоров и турбин.
Академик АН СССР (1968). Член ВКП(б) с 1951 года.

Могила С. К. Туманского на Новодевичьем кладбище

Сергей Константинович Туманский умер 9 сентября 1973 года (как было сказано в некрологе, «после тяжёлой болезни»). Он похоронен в Москве на Новодевичьем кладбище (участок № 7).

## Награды и премии
- Герой Социалистического Труда (1957)
- четыре ордена Ленина (1945, 1947, 1957, 1961)[6]
- орден Октябрьской революции
- орден Красной Звезды
- Ленинская премия (1957) — за создание скоростного реактивного пассажирского самолёта Ту-104
- Сталинская премия второй степени (1946) — за создание нового образца авиационного мотора и за коренное усовершенствование существующего авиамотора

## Память
Имя С. К. Туманского присвоено Московскому авиационному моторостроительному техникуму (ныне Московский колледж авиационного моторостроения).